# Manuel Kramer
Manuel Kramer (* 1. Jänner 1989 in Schladming) ist ein ehemaliger österreichischer Skirennläufer. Er war vor allem in den schnellen Disziplinen Abfahrt und Super-G erfolgreich. Seit 2015 nimmt Kramer am Speedski-Weltcup teil.

## Werdegang
Manuel Kramer wuchs im Weltcuport Flachau in der Sportwelt Ski amadé auf und hatte bereits früh sein Talent bei diversen Kinder- und Jugendrennen als Mitglied des Union Sportclub Flachau gezeigt. Bereits in jungen Jahren wurde er von seinem Vater unterstützt und trainiert. Manuel Kramer gehörte wie sein älterer Bruder Michael, der 2004 seine Skikarriere nach zahlreichen Starts in FIS-Rennen beendete, dem Salzburger Landesskiverband an. Kramer hat die Skihandelsschule in Schladming als Einzelhandelskaufmann absolviert. Zurzeit ist er als Heeressportler (Dienstgrad Korporal) in Rif bei Hallein stationiert und trainiert im Leistungsbetreuungszentrum (LBZ). Er galt als großes Nachwuchstalent des Österreichischen Skiverbandes (ÖSV).
Kramer fährt seit 2004 FIS-Rennen und startete im Februar 2006 erstmals im Europacup. In der Saison 2008/09 erreichte er als Zweiter beim Super-G in Sarntal/Reinswald und als Dritter beim Super-G in Crans-Montana seine ersten Podestplätze. In der Super-G-Disziplinenwertung wurde er Dritter und sicherte sich dadurch für die Saison 2009/10 einen Fixstartplatz im Weltcup. Bei den Juniorenweltmeisterschaften 2009 in Garmisch-Partenkirchen gewann Kramer vor seinem Teamkollegen Marcel Hirscher die Goldmedaille im Super-G.
In der Saison 2009/10 gehörte Kramer dem A-Kader des ÖSV an. Sein erstes Weltcuprennen bestritt er am 29. November 2009 in Lake Louise, konnte jedoch den Super-G nicht beenden. Auch in seinen nächsten beiden Weltcup-Super-Gs kam er nicht ins Ziel. Im Europacup konnte Kramer nicht ganz an seine Vorjahresergebnisse anschließen. Zwar verbesserte er sich in der Abfahrt, fiel aber im Super-G und in der Gesamtwertung weit zurück und wurde vom ÖSV-A-Kader wieder in den B-Kader zurückgereiht. Am 20. März 2010 wurde er hinter Klaus Kröll Österreichischer Vizemeister im Super-G.
Im Winter 2010/11 nahm Kramer an zwei Weltcuprennen in Kvitfjell teil, bei denen er wieder ohne Punkte blieb. Im Europacup feierte er am 18. Februar 2011 seinen ersten Sieg, als er die Abfahrt auf der für die Olympischen Spiele 2014 in Sotschi neu angelegten Piste gewann. Mit einem zweiten Platz beim Finale in Formigal sicherte er sich in der Saison 2010/11 den Sieg in der Europacup-Abfahrtswertung und die Rückkehr in den A-Kader des ÖSV. Am 27. November 2011 fuhr Kramer im Super-G in Lake Louise mit der hohen Startnummer 60 auf den zwölften Platz und gewann somit erstmals Weltcuppunkte. Im Rest des Winters fuhr er jedoch in keinem Weltcuprennen mehr unter die schnellsten 30, weshalb er im Frühjahr 2012 seine ÖSV-Kaderzugehörigkeit verlor.
Im darauffolgenden Winter 2012/13 sicherte sich Kramer mit einem dritten Rang in der Abfahrtswertung im Europacup einen Fixplatz für die kommende Saison 2013/14 im Abfahrtsweltcup. Mit Platz 42 in der Abfahrt von Gröden als beste Platzierung blieb er jedoch hinter seinen Erwartungen zurück und beendete nach dieser Saison seine Karriere. Er studierte an der Fachhochschule Salzburg in Kuchl und arbeitet seit 2018 bei einem Pongauer Unternehmen.
Ab 2015 startet Kramer im Speed-Ski Weltcup. Er hat am 22. März 2023 im Zuge der Speedski-Weltmeisterschaft in Vars einen neuen österreichischen Geschwindigkeitsrekord von 252,840 km/h aufgestellt. Damit hat er als erster Österreicher die Schallmauer von 250 km/h auf Skiern durchbrochen und ist weltweit der viertschnellste Mann.

## Erfolge

### Juniorenweltmeisterschaften
- Formigal 2008: 20. Super-G
- Garmisch-Partenkirchen 2009: 1. Super-G, 11. Abfahrt

### Weltcup
- 1 Platzierung unter den besten 15

### Weltcupwertungen
| Saison  | Gesamt | Gesamt | Slalom | Slalom |
| Saison  | Platz  | Punkte | Platz  | Punkte |
| ------- | ------ | ------ | ------ | ------ |
| 2011/12 | 110.   | 22     | 40.    | 22     |

### Europacup
- Saison 2008/09: 3. Super-G-Wertung
- Saison 2010/11: 1. Abfahrtswertung
- Saison 2012/13: 3. Abfahrtswertung
- 5 Podestplätze, davon 1 Sieg:

| Datum            | Ort     | Land     | Disziplin |
| ---------------- | ------- | -------- | --------- |
| 18. Februar 2011 | Sotschi | Russland | Abfahrt   |

### Weitere Erfolge
- Österreichischer Vizemeister im Super-G 2010
- 2 Siege in FIS-Rennen (je 1× Super-G und Abfahrt)